# Рікенбах (Золотурн)
Рікенбах (нім. Rickenbach SO) — громада  в Швейцарії в кантоні Золотурн, округ Ольтен.

## Географія
Громада розташована на відстані близько 55 км на північний схід від Берна, 29 км на північний схід від Золотурна.
Рікенбах має площу 2,8 км², з яких на 17,4% дозволяється будівництво (житлове та будівництво доріг), 31,2% використовуються в сільськогосподарських цілях, 51,4% зайнято лісами, 0% не є продуктивними (річки, льодовики або гори).

## Демографія
2019 року в громаді мешкало 1038 осіб (+15,3% порівняно з 2010 роком), іноземців було 17,5%. Густота населення становила 376 осіб/км².
За віковим діапазоном населення розподілялося таким чином: 16,8% — особи молодші 20 років, 65,9% — особи у віці 20—64 років, 17,3% — особи у віці 65 років та старші. Було 479 помешкань (у середньому 2,1 особи в помешканні).
Із загальної кількості 805 працюючих 4 було зайнятих в первинному секторі, 235 — в обробній промисловості, 566 — в галузі послуг.